# Climacia areolaris
Climacia areolaris är en insektsart som först beskrevs av Hagen 1861.  Climacia areolaris ingår i släktet Climacia och familjen svampdjurssländor. Inga underarter finns listade i Catalogue of Life.